# Carabus granulatus
Carabus granulatus es una especie de coleóptero adéfago de la familia Carabidae. Habita en Europa y Asia y ha sido introducido en Norteamérica. Vive en los campos, praderas y bosques.
Mide 14 and 20 mm. La hembra pone alrededor de cuarenta huevos. Las larvas pasan por tres mudas. Es una de las pocas especies del género que conservan la habilidad de volar. Ha sido introducido a Norteamérica.

## Subespecies
- Carabus (Carabus) granulatus aetolicus Schaum, 1857
- Carabus (Carabus) granulatus calabricus Spettoli & Vigna Taglianti, 2001
- Carabus (Carabus) granulatus crimeensis Breuning, 1933
- Carabus (Carabus) granulatus duarius Fischer von Waldheim, 1844
- Carabus (Carabus) granulatus granulatus Linnaeus, 1758
- Carabus (Carabus) granulatus hibernicus Lindroth, 1956
- Carabus (Carabus) granulatus interstitialis Duftschmid, 1812